# Duffless
«Duffless» (с англ. — «Без „Даффа“») — шестнадцатый эпизод четвёртого сезона «Симпсонов». Премьерный показ 18 февраля 1993 года.

## Сюжет
В начальной школе Спрингфилда проходит конкурс научных работ. Лиза выращивает гигантский помидор с помощью стероидов, но Барт уничтожает её произведение, кинув помидор в зад директора Скиннера. Лиза покупает хомяка, и готовит новую работу «Кто умнее — хомяк или мой брат». Гомер отправляется на экскурсию на пивной завод Duff, но после экскурсии у него отбирают водительские права за вождение в нетрезвом виде (шеф Виггам с командой заранее караулил всех выезжающих с завода, чтоб проверить их на алкоголь и лишить прав). Гомер обещает Мардж, что не будет пить месяц.

## Факты
- Меняющаяся реклама на щите (призматрон), когда Гомер с мертвецки пьяным Барни выходят из пивного завода:
1 — «Друзья, не позволяйте друзьям водить пьяными» (Friends don’t let friends drive drunk); сменяется
2 — «Всегда есть время для Даффа» (It’s always time for Duff) — два человека сидят на капоте автомобиля и чокаются.
- Магазин «Все создания, большие и дешёвые» («All creatures great and cheap»), где Лиза покупает хомячка — вероятно, отсылка к названию книги Хэрриота «О всех созданиях, больших и малых» («All creatures great and small»)
- Перед сном Мардж читает книгу «Пьёт ли ваш супруг?» («Is your spouse a souse?»)
- Гомер прячет свой Duff в бачке унитаза.
- Экскурсовод по заводу Duff указывает на человека, который контролирует качество пива. В тот момент, когда Барни его отвлекает, можно заметить проезжающую на конвейере банку, внутри которой находится голова Адольфа Гитлера.
- По совету Мардж Лиза решает поставить новый опыт для школьной научной ярмарки над хомяком. В своей фантазии она представляет, как хомяк путешествует по лабиринту, застревает в нём,  его голова сменяется головой Барта, которая начинает кричать "Help me! Help me!". Эта сцена является отсылкой к фильму "Муха" 1958 года.
- В воспоминаниях Гомера на стене можно заметить постер альбома A Night at the Opera группы Queen, выпущенный в 1975 году.

## Саундтрэк
B. J. Thomas — Raindrops Keep Falling on My Head"